# Avrösningsjord
Med avrösningsjord menas mark som inte bedömdes som odlingsvärd vid laga skifte. Anledningen till termen avrösning är att denna jord avröstes (dvs avskiljdes) från inägor därför att den ej var odlingsvärd.
Den odlade eller odlingsbara marken kallades inrösningsjord.